# Водомерки
Водомерките (Gerridae) са семейство насекоми от разред Полутвърдокрили (Hemiptera). Разпространени са из целия свят и досега са описани около 750 вида. В Европа има 16 вида (всички от подсемейство Gerrinae), от които в България се срещат 11 вида.

## Външен вид
Дължина на тялото от 1,6 mm (някои дребни Rheumatobates spp) до 36 mm (Gigantometra gigas). Цветът е най-често тъмнокафяв. Изпъкнали сферични очи над страничната линия на тялото. Чрез първия чифт хватателни къси крака улавят плячката. Средният и задният чифт крака, с големите си стъпала, разпределят теглото върху голяма повърхност и се използват за придвижване. Тялото и върховете на краката са покрити с фини космици, които не могат да се намокрят и спомагат насекомото да не потъне. Скачат за преодоляване на препятствия.

## Начин на живот
Живеят в бавно течащи и застояли сладководни басейни. Някои обитават и крайбрежните морски води, а някои видове от род Halobates се развиват и навътре в океана. Чифтосването е през пролетта или началото на лятото. Първото поколение се появява през втората половина на лятото. Яйцата, дълги не повече от 1 мм, са с продълговато-цилиндрична форма, със заоблени ръбове, прикрепени към стъблата на водорасли, или на други водни растения. Излюпените от яйцата жълти ларви са дълги не повече от 1 мм, развиват се около 40 дни. Хранят се с живи конски мухи и техните ларви, с вилоскачки. Излизат на брега във време на дъжд и силен вятър, и в есента преди зимуване. През зимата са или в мъх, или под кората на стари пънове. Крилатите видове са способни да летят няколко километра, ако пресъхнат резервоарите в които живеят.

## Систематика
Таксонът е описан за пръв път от Уилям Елфорд Лийч през 1815 година.

### Подсемейства
- Charmatometrinae
- Cylindrostethinae
- Eotrechinae
- Gerrinae
- Halobatinae
- Ptilomerinae
- Rhagadotarsinae
- Trepobatinae

## Видове в България
В България са установени следните 11 вида водомерки:
- Aquarius najas (De Geer, 1773)
- Aquarius paludum (Fabricius, 1794)
- Aquarius ventralis (Fieber, 1860)
- Gerris argentatus Schummel, 1832
- Gerris costae (Herrich-Schäffer, 1850)
- Gerris lacustris (Linnaeus, 1758)
- Gerris maculatus Tamanini, 1946
- Gerris odontogaster (Zetterstedt, 1828)
- Gerris thoracicus Schummel, 1832
- Gerris asper (Fieber, 1860)
- Limnoporus rufoscutellatus (Latreille, 1807)